# میلوسلاف هوژاوا
میلوسلاف هوژاوا (چکی: Miloslav Hořava؛ زادهٔ ۱۴ اوت ۱۹۶۱) بازیکن هاکی روی یخ اهل چکسلواکی بود.
از باشگاه‌هایی که در آن بازی کرده‌است می‌توان به نیویورک رنجرز اشاره کرد.